# Diddyes
Fructuoso Ndong Mayé (Bata, 7 de mayo de 1991), conocido artísticamente como Diddyes, es un cantante, compositor y productor ecuatoguineano. En sus más de 10 años de trayectoria encontramos obras tanto en español como en las lenguas vernáculas de su país de origen (Lengua Fang).

## Inicios
Tras licenciarse en Comunicación y Multimedia por la University of Trás-os-Montes and Alto Douro (UTAD) de Portugal, Diddyes inició su carrera en el mundo artístico.
Después de formar parte del grupo de baile "Big Tíos", en el año 2009 se convierte en integrante principal del grupo musical "Place Angels", donde pudo ejercer de compositor, productor y vocalista. En este grupo alcanza obtuvo reconocimiento en Guinea Ecuatorial en el año 2012, gracias al single de Afrobeat, Ca fait mal.
Durante 2013 y 2014, Diddyes inicia colaboraciones con el artista internacional ecuatoguineano Anfibio, con quien publicó el tema Sin Mí.
En 2015 Place Angels lanza el tema Boye-Do, el cual cosechó un gran éxito a nivel nacional en Guinea Ecuatorial, siendo incluso galardonado con el premio Joncham a la mejor canción del año.

## Nuevos horizontes
Un año después, en 2016, el artista se traslada a Madrid y comienza a protagonizar conciertos por toda la geografía española, participando en diferentes galas, festivales y eventos de carácter internacional. Buscando expandirse al mercado latinoamericano y exportar los sonidos africanos al otro lado del Atlántico, en el año 2018 saca al mercado Brukutuku, de la mano de Place Angels y colaboración con los artistas panameños Leka el Poeta, el Bowen y el Maleante. En 2019, Place Angels sacó al mercado Break it down low, donde se aúnan la música africana y latina.

## Actualidad
Diddyes se desempeña en su carrera en solitario, buscando expandir su cultura música más allá del continente africano. Hasta la fecha ha colaborado con artistas como Nena Dreams, Tosko, Ed Martins, Siankope, Dakaneh, Tracy Desa o Duddy Wallace.
Su música se caracteriza por la innovación y el mestizaje musical, aunque manteniéndose fiel a los ritmos que le han formado y acompañado en su trayectoria como artista.